# Золотий Євген Степанович
Євген Степанович Золотий (9 вересня 1999 , Краснопілля, Могильовська область ) — білоруський веслувальник, срібний призер Олімпійських ігор 2024 року в статусі нейтрального атлета.

## Виступи на Олімпіадах
| Олімпіада  | Дисципліна | Місце |
| ---------- | ---------- | ----- |
| Париж 2024 | одиночки   | 2     |

## Зовнішні посилання
- Золотий Євген Степанович на сайті World Rowing (англійська)